# دانیل داگالیه
دانیل داگالیه (فرانسوی: Daniel Dagallier‎؛ زادهٔ ۱۱ ژوئن ۱۹۲۶) شمشیرباز اهل فرانسه است.
وی در مسابقات کشوری و بین‌المللی در مجموع برندهٔ ۱ مدال برنز شده‌است.